# (3691) Bede
(3691) Bede (1982 FT) – planetoida z grupy Amora okrążająca Słońce w ciągu 2 lat i 133 dni w średniej odległości 1,77 au Odkrył ją Luis Gonzáles 29 marca 1982 roku.